# 王储花园 (里斯本)
王储花园（Jardim do Príncipe Real）是葡萄牙首都里斯本的一个英国式花园，位于Mercês堂区的王储广场（Praça do Príncipe Real），靠近上城，面积1.1公顷。
王储花园开辟于1861年。花园里有一些古树，其中一颗柏树的树冠直径达23米。